# Таунсенд (Делавэр)
Таунсенд (англ. Townsend) — город в округе Нью-Касл в штате Делавэр США. По данным переписи 2020 года, численность населения составляла 2717 человек.

## Население
| 2010 | 2020  |
| ---- | ----- |
| 2049 | ↗2717 |